# Linda van Dyck
Linda van Dyck, de son nom véritable Linda Marianne de Hartogh, née le 18 mai 1948 à Amsterdam (Pays-Bas) et morte le 17 décembre 2023 dans la même ville, est une actrice néerlandaise active au cinéma et à la télévision à partir de 1966 et jusqu'en 2015.

## Biographie
Linda van Dyck est la fille de l'acteur Leo de Hartogh et de l'actrice Teddy Schaank.

### Mort
Linda van Dyck meurt le 17 décembre 2023 à Amsterdam, à l'âge de 75 ans.

### Vie privée
Linda van Dyck est la mère d'un garçon prénommé Jamie Maxim Nolst Trenité (né en 1990).

## Filmographie

### Cinéma
- 1966 : 10.32 (nl)
- 1966 : Het gangstermeisje
- 1979 : Tiro
- 1981 : Twee vorstinnen en een vorst (nl)
- 1982 : Ademloos
- 1984 : Ciske de Rat : Tante Jans
- 1984 : De grens
- 1986 : In de schaduw van de overwinning (nl)
- 1992 : Daens
- 1999 : Suzy
- 2001 : Magonia (nl)
- 2004 : Floris
- 2005 : Het schnitzelparadijs (nl)

### Télévision
- 1973 : Tanchelijn
- 1978 : Dubbelleven: dagleven, nachtleven
- 1980 : Kerstgeschenk
- 1981 : De Lemmings
- 1981 : Noodlot
- 1981: Try Out
- 1984 : Willem van Oranje : Anna van Saksen
- 1987 : Maya & An
- 1995 : Gestolen uren
- 1998 : Unit 13"
- 1998 : Framed
- 1999 : Suzy Q
- 2001 : Baantjer gastoptreden in episode: "De Cock en de moord in stijl
- 2015 : Zwarte Tulp (nl) : Marieke Vonk-Vermeulen